# Siarhiej Nowikau
Siarhiej Walancinawicz Nowikau (biał. Сяргей Валянцінавіч Новікаў; ros. Сергей Валентинович Новиков, Siergiej Walentinowicz Nowikow, ur. 27 kwietnia 1979 w Czausach) – białoruski biathlonista, wicemistrz olimpijski, wicemistrz świata oraz czterokrotny medalista mistrzostw Europy.

## Kariera
Pierwszy sukces w karierze osiągnął w 1999 roku, kiedy na mistrzostwach Europy juniorów w Iżewsku zdobył brązowy medal w sztafecie. Wśród seniorów najwięcej medali zdobył podczas mistrzostw Europy w Langdorf w 2006 roku. Wygrał tam rywalizację w biegu pościgowym i sztafecie, a w sprincie był drugi. Na rozgrywanych rok później mistrzostwach Europy w Bansku wraz z kolegami z reprezentacji zajął trzecie miejsce w sztafecie.
W 2005 roku wystąpił na mistrzostwach świata w Hochfilzen, zajmując 22. miejsce w biegu indywidualnym i czwarte w sztafecie. Swój jedyny medal w zawodach tych cyklu wywalczył podczas mistrzostw świata w Östersund w 2008 roku, gdzie wspólnie z Ludmiłą Kalinczyk, Darją Domraczewą i Rustamem Waliullinem zajął trzecie miejsce w sztafecie mieszanej. Był też między innymi dziewiąty w biegu indywidualnym na mistrzostwach świata w Ruhpolding w 2012 roku.
Jego olimpijskim debiutem były igrzyska w Turynie w 2006 roku, gdzie zajął między innymi 24. miejsce w biegu indywidualnym oraz jedenaste w sztafecie. Jeden z największych sukcesów w karierze osiągnął podczas igrzysk olimpijskich w Vancouver cztery lata później, gdzie zdobył srebrny medal w biegu indywidualnym, ex aequo z Ole Einarem Bjørndalenem z Norwegii. Wyprzedził ich jedynie rodak Bjørndalena - Emil Hegle Svendsen. Był to jego jedyny start olimpijski, w którym zajął miejsce w czołowej dziesiątce. Zajął też między innymi 20. miejsce w biegu masowym oraz ponownie jedenaste w sztafecie. Brał także udział w igrzyskach olimpijskich w Soczi w 2014 roku, gdzie w startach indywidualnych plasował się poza czołową trzydziestką, a w sztafecie był trzynasty.
W zawodach Pucharu Świata zadebiutował 30 listopada 2000 roku w Anterselvie, gdzie w biegu indywidualnym zajął 76. miejsce. Pierwsze punkty zdobył 8 lutego 2003 roku w Lahti, zajmując 14. miejsce w sprincie. Na podium zawodów tego cyklu jedyny raz stanął 18 lutego 2010 roku w Whistler, podczas ZIO 2010, zajmując drugie miejsce w biegu indywidualnym. Najlepsze wyniki osiągnął w sezonie 2009/2010, kiedy zajął 26. miejsce w klasyfikacji generalnej.

## Osiągnięcia

### Igrzyska olimpijskie
| Rok  | Miejscowość | Konkurencje | Konkurencje | Konkurencje | Konkurencje | Konkurencje | Konkurencje | Konkurencje |
| Rok  | Miejscowość | IN          | SP          | PU          | MS          | RL          | MR          | SR          |
| ---- | ----------- | ----------- | ----------- | ----------- | ----------- | ----------- | ----------- | ----------- |
| 2006 | Turyn       | 24.         | 30.         | 30.         | –           | 11.         | nd.         | –           |
| 2010 | Vancouver   | 2.          | 40.         | 21.         | 20.         | 11.         | nd.         | –           |
| 2014 | Soczi       | 53.         | 33.         | 50.         | –           | 13.         | nd.         | –           |

### Mistrzostwa świata
| Rok  | Miejscowość     | Konkurencje | Konkurencje | Konkurencje | Konkurencje | Konkurencje | Konkurencje | Konkurencje |
| Rok  | Miejscowość     | IN          | SP          | PU          | MS          | RL          | MR          | SR          |
| ---- | --------------- | ----------- | ----------- | ----------- | ----------- | ----------- | ----------- | ----------- |
| 2005 | Hochfilzen      | 22.         | –           | –           | –           | 4.          | nd.         | –           |
| 2005 | Chanty-Mansyjsk | nd.         | nd.         | nd.         | nd.         | nd.         | 12.         | –           |
| 2006 | Pokljuka        | nd.         | nd.         | nd.         | nd.         | nd.         | 14.         | –           |
| 2007 | Anterselva      | 34.         | 39.         | 39.         | –           | 20.         | 13.         | –           |
| 2008 | Östersund       | 14.         | 22.         | 26.         | 29.         | 8.          | 2.          | –           |
| 2009 | Pjongczang      | 25.         | 31.         | 48.         | –           | 19.         | 9.          | –           |
| 2010 | Chanty-Mansyjsk | nd.         | nd.         | nd.         | nd.         | nd.         | 9.          | –           |
| 2011 | Chanty-Mansyjsk | 62.         | –           | –           | –           | 13.         | 10.         | –           |
| 2012 | Ruhpolding      | 9.          | 23.         | 25.         | 27.         | 11.         | 6.          | –           |
| 2013 | Nové Město      | 16.         | 68.         | –           | –           | 14.         | 10.         | –           |

### Puchar Świata

#### Miejsca w klasyfikacji generalnej
| Sezon     | Miejsce |
| --------- | ------- |
| 2000/2001 | -       |
| 2001/2002 | -       |
| 2002/2003 | 61.     |
| 2003/2004 | 75.     |
| 2004/2005 | 61.     |
| 2005/2006 | 45.     |
| 2006/2007 | 58.     |
| 2007/2008 | 52.     |
| 2008/2009 | 42.     |
| 2009/2010 | 26.     |
| 2010/2011 | 86.     |
| 2011/2012 | 51.     |
| 2012/2013 | 75.     |
| 2013/2014 | 90.     |

#### Miejsca na podium chronologicznie
| Lp. | Dzień     | Rok  | Miejscowość | Konkurencja                | Lokata | Pudła   | Czas biegu | Strata | Zwycięzca           |
| --- | --------- | ---- | ----------- | -------------------------- | ------ | ------- | ---------- | ------ | ------------------- |
| 1.  | 18 lutego | 2010 | Whistler    | Bieg indywidualny na 20 km | 2.     | 0+0+0+0 | 48:32,0    | +9,5   | Emil Hegle Svendsen |